# San Gabriel Zepayautla
San Gabriel Zepayautla är en ort i Mexiko.   Den ligger i kommunen Tenancingo och delstaten Mexiko, i den sydöstra delen av landet, 60 km sydväst om huvudstaden Mexico City. San Gabriel Zepayautla ligger 2 465 meter över havet och antalet invånare är 2 263.
Terrängen runt San Gabriel Zepayautla är lite bergig, och sluttar söderut. Runt San Gabriel Zepayautla är det tätbefolkat, med 550 invånare per kvadratkilometer. Närmaste större samhälle är Tenancingo de Degollado, 7,0 km sydväst om San Gabriel Zepayautla. Omgivningarna runt San Gabriel Zepayautla är en mosaik av jordbruksmark och naturlig växtlighet.